# 王天民
王天民（1481年—？），字子行，山東兗州府魚臺縣人，民籍，明朝政治人物。

## 生平
弘治十四年（1501年）辛酉科山東鄉試第十一名舉人，正德十二年（1517年）中式丁丑科會試第三十九名，三甲第一百七十三名進士。通政司觀政，授大理寺右評事，升大理寺正。嘉靖三年（1524年）大禮議期間，參與左順門哭諫，出為衛輝府知府，十年（1531年）調彰德府知府，罷官，卒於家。

## 家族
曾祖王友；祖父王英，巡檢；父王鉉，監生。母胡氏。具慶下。弟王俊民、王秀民。